# Маньківське
Ма́ньківське — село в Благовіщенській громаді Голованівського району Кіровоградської області України. Населення становить 12 осіб (2025р.).

## Населення
Згідно з переписом УРСР 1989 року чисельність наявного населення села становила 75 осіб, з яких 26 чоловіків та 49 жінок.
За переписом населення України 2001 року в селі мешкало 46 осіб.

### Мова
Розподіл населення за рідною мовою за даними перепису 2001 року:
| Мова       | Відсоток |
| ---------- | -------- |
| українська | 95,65 %  |
| російська  | 4,35 %   |